# か「」く「」し「」ご「」と「
『か「」く「」し「」ご「」と「』（かくしごと）は、住野よるによる日本の青春小説。連作短編集で、住野よるの4作目である。『小説新潮』（新潮社）で、2015年9月号より5回にわたって掲載された作品をまとめ加筆修正したものである。GOOD ON THE REELのライブを見ている時にこの小説のモチーフを思いついたと住野よる本人が語っている。2025年2月時点で原作小説の累計発行部数は64万部を突破している。
2025年に映画版が公開された。

## あらすじ
物語は5章構成になっており、各章が京、ミッキー、パラ、ヅカ、エル目線で書かれている。

### 第1章「か、く。し！ご？と」（京目線）
地味で自信のない京は「人の頭の上に！、？などが見え、人の気持ちがわかる能力」を持っている。隣の席に座っている宮里（エル）とは控えめな性格同士シンパシーを感じ仲が良かった。ある日「宮里さんの使っているシャンプー、ビリアン？」と軽く聞いてしまう。ビリアンはいけてる子達に人気のシャンプーで、そういう子達と同じシャンプーを使っていることに後ろめたさを感じていた宮里はからかわれたと思い傷ついてしまう。その根本は宮里の自信のなさからだった。そして人の心を読めるが上にそれを勘違いした京は余計なことを言わないようにし、それが宮里には冷たくなったと誤解され、宮里は登校拒否になってしまう。ミッキーの介入により誤解はとけ、宮里は学校に復帰する。

### 第2章「か／く＼し＝ご＊と」（ミッキー目線）
明るく男勝りなミッキーは人の心が+に動くか－に動くかをバーとしてみることのできる能力を持っている。
文化祭のクラスごとの出し物はパラの提案でヒーローショーをやることになった。当日のショーではミッキーはヒーローを無難にやりとげるが最後にセリフが飛んでしまう。それを「人の心拍数を読む能力」を持つパラがいち早く察知し、パラが即興でラストを演じたことで無事ショーをやりとげることができた。

### 第3章「か1く2し3ご4と」（パラ目線）
クラスは修学旅行で沖縄に行く。パラたちの学校では修学旅行で2人っきりになり鈴を渡した相手とは一生一緒にいられるというおまじないがあった。「人の心拍数がわかる能力」を持つパラは心拍数が常に平坦なヅカを心の冷たい人間と考えており、裏表のない実直な性格のミッキーとカップルになることを防ぐためパラは奮闘する。もともと体力がないパラはそれによりキャパオーバーになり倒れてしまう。班長として連絡事項を伝えにきたヅカから
「俺のこと、嫌いだろ？」と言われる。パラは冗談で誤魔化そうとも思ったがミッキーの顔が浮かび彼女や他の友達に対して見せられるせめてもの誠意として嘘はつかないと決めていたため正直に話す決心をする。そして「私の行動は私がこうやったら驚かれるだろうと狙ってやっているものなんだ」、「損得のなんて考えない人間になりたいし、やりたいことを迷いなくやれる人間になりたい。でも実際の私はそうじゃない。私の言葉や行動は私がなりたい私に過ぎない。本当の私じゃない」と告白する。それに対しヅカに「皆、そうじゃね？」と言われ「皆そういうところはあるけど、パラはうますぎるんだよ、もう少し気楽になった方が良い」と言われる。その言葉に納得をしたわけではないが、これが私だとわかり、今までと何ら変える必要はないとパラは感じる。

### 第4章「か♠く♢し♣ご♡と」（ヅカ目線）
ヅカは人の頭の上にクローバー（哀）、ハート（楽）、スペード（喜）、ダイヤ（怒）が見え、人の気持ちがわかる能力」を持っている。ある日、エルがクッキーを焼いてきた。ヅカはクッキーを食べ美味しいと褒め、「隠し味は？」と聞くとエルは「隠し味なんだから秘密」といつもの柔らかい笑顔で答える。しかし、その頭には大きなクローバー（哀）が浮かんでいた。その理由がヅカにはわからない。その日以来エルの頭には大きなクローバーが浮かんでいて、また京を避けるようになった。ミッキーの発案で5人で花見に行くことになった。一人一品持ってくる約束で京が持ってきた焼きそばをエルは食べない。そしてエルは途中で席を中座する。そのあとを追いかけたヅカはエルから何故京を避けるようになったかの理由を聞く。その理由は京とミッキーが付き合うと友人としての自分を忘れてしまうのではないかと思いミッキーに隠し味を秘密にした、「いじわる」をしたが辛いということだった。その言葉に対しヅカはエルがもし自分に好きな人と一緒になったら他のすべてを忘れてしまうかもしれない、もし他の人もそうなら京は自分のことなんて忘れてしまうだろう、それが嫌だと思ったのだと理解する。ヅカはすべてのことに自分を関連付けるエルの性格を自分の心にない部分を持っていると感じる。そしてそれが自分がエルに惹かれている理由だと感じる。ヅカはエルに根拠を持った話をするため秘密の告白を行い、それで安心したエルは花見の席に戻り京のやきそばを食べる。それを見た京の頭には大きなハート（楽）が浮かぶ。そしてヅカはそうか誰かのためじゃない、自分はこれを見るのが好きなんだと感じる。

### 第5章「か→く↓し←ご↑と」（エル目線）
「人の恋心が矢印」で見えるエル。ミッキーと京は両想いになっていた。図書館でミッキーは告白をしようとしたが、2人の気持ちの行き違いで京に手ひどく振られたと勘違いし、その場を立ち去ろうとする。その時まだミッキーの矢印が京に向いていたことを見たエルは今すぐ後を追うように京を促し、二人はカップルとなる。エルはこの時のために自分の能力はあったのではないかと思う。そしてこの出来事により「一人一人性格も好みが違うように一人一人がそれぞれ別の役割がある、各仕事がある」のではないかと感じていく。

## 登場人物
京（きょう） / 大塚京（おおつか きょう）
地味な自分に引け目を感じ、自分の気持ちを言いだせない性格。「人の頭の上に！、？などが見え人の気持ちがわかる能力」を持つ。
不用意な発言と気持ちが見えるが故の深読みでエルを避けたことで、エルが登校拒否になる原因をつくる。その後、自分に自信を持てない部分にシンパシーを持っていたエルが登校拒否を乗り越え、学校にくるようになったことで、少しだけ前に出る勇気を持つという成長をする。
ミッキーが好き。
ミッキー / 三木直子（みき なおこ）
裏表のない性格でヒロインよりヒーローになりたいと思っている。ミッキーのあだ名の由来は名前からではなく、笑い方が鼻にかかっていてミッキーの声のように聞こえるから。「人の心のバーが見え、いま感情がプラスなのかマイナスなのかがわかる能力」を持つ。
クラスで不登校になっていたエルを気にかけエルが登校再開をする手助けをした。
作者のnoteより名前が「直子」とされている。
パラ / 黒田（くろた）
パッパラパーで予測不能の行動をとるため、パラというあだ名をつけられる。「人の心拍数が見える能力」を持つ。しかし実際は自分の心が冷たく濁っていると感じて悩んでおり、予測不能の行動にもいつも目的か冗談があり、演じているものである。
人の心拍数を感じ取ることにより、こうやったら驚かれる、こうやったら面白いと狙ってやっている。自分の心に素直に生きるミッキー、エルを好ましく思っており、常に心拍数が一定のヅカを自分と同じ冷たい人間と考え、気に食わなく思っていた。
修学旅行でキャパオーバーで倒れた時、ヅカと率直な会話をし「なりたい自分を演じているのはみんなだし、パラはもう少し気を抜いたほうが良いと思う」と言われヅカに心を開きはじめる。また頑固で強い心を持ったエルに影響を受け、素の自分を見せられるようになっていった。
ミッキーの心のバーではいつもバーがくるくる回り、ヅカの能力ではクローバー（哀）、ハート（楽）がつねに同時に頭の上に浮かんでいる。
ヅカ / 高崎博文（たかさき ひろふみ）
中学生のころ美形で女の子のような顔をしていたため、宝塚に入れるのではないかと､ミッキーにヅカとあだ名をつけられる。「人の頭の上にクローバー（哀）、ハート（楽）、スペード（喜）、ダイヤ（怒）が見え、人の気持ちがわかる能力」を持つ。
常に優しく皆に好かれているが、自分の心に向き合えないことを悩んでいた。
心拍数がわかるパラには心拍数がいつも一定のため、表面上は好人物だが、心を少しも動かない冷淡な人間だと思われ、気に食わない人物とされていた。
修学旅行での交流によりパラに「平熱の優しさ」を認められ、心を開かれる。エルに対してはすべてを自分のことに結び付けて考える心に惹かれ、エルから自分の心に向き合うことを学びたいと感じている。
エル / 宮里（みやざと）
内気で控えめで裁縫が得意。目が大きくて笑った顔が『セサミストリート』に出てきそうという理由でエルとあだ名をつけられる。すべてを自分のことに結び付けて考える心をもっている。またその心は頑固で強い。「人の恋心がわかる能力」をもつ。ただ、自分に向いた矢印は見えないようでヅカの気持ちには気づいていない。

## 書誌情報
- 住野よる『か「」く「」し「」ご「」と「』
  - 単行本：2017年3月22日発売[6]、ISBN 978-4-10-350831-1
  - 文庫版：2020年10月28日発売[7]、新潮文庫、ISBN 978-4-10-102351-9

## 漫画
二駅ずいの作画によるコミカライズが、『月刊コミックバンチ』（新潮社）にて、2018年7月号から連載開始。2021年12月からはウェブコミック配信サイト『くらげバンチ』（同社）へ移籍して2023年3月28日まで連載された。全31話。
- 住野よる（原作） / 二駅ずい（漫画） 『か「」く「」し「」ご「」と「』 新潮社〈BUNCH COMICS〉、全5巻。
  1. 2019年4月9日発売[5][9]、ISBN 978-4-10-772170-9
  2. 2019年10月9日発売[10]、ISBN 978-4-10-772219-5
  3. 2020年11月9日発売[11]、ISBN 978-4-10-772340-6
  4. 2023年9月8日発売[12]、ISBN 978-4-10-772643-8
  5. 2023年9月8日発売[13]、ISBN 978-4-10-772644-5

## 映画
2025年5月30日に公開された。監督・脚本は中川駿、主演は奥平大兼と出口夏希。

### キャスト
- 大塚京（京）：奥平大兼
- 三木直子（ミッキー）：出口夏希
- 高崎博文（ヅカ）：佐野晶哉（Aぇ! group）[14]
- 黒田文（パラ）：菊池日菜子[14]
- 宮里望愛（エル）：早瀬憩[14]
- 朝倉先生：ヒコロヒー[15]

### スタッフ
- 原作：住野よる『か「」く「」し「」ご「」と「』（新潮文庫刊）[3]
- 監督・脚本：中川駿
- 音楽：蓮沼執太、増田義基、犬養奏、藤井心[16]
- 主題歌：ちゃんみな「I hate this love song」（NO LABEL MUSIC / Sony Music Labels Inc.）[15][17]
- エグゼクティブプロデューサー：吉田繁暁、高橋正尚[16]
- 企画：新垣弘隆、刀根鉄太[16]
- プロデューサー：宇高武志、田口雄介[16]
- 共同プロデューサー：林鉄洋、中居雄太、韮澤享峻[16]
- プロダクション統括：宇田川寧[16]
- ラインプロデューサー：飯塚香織[16]
- 撮影：伊藤弘典[16]
- 照明：太田周兵[16]
- 美術：河野芽依子[16]
- 装飾：山本裕、大谷直樹[16]
- 録音・調音：鈴木健太郎[16]
- 編集：相良直一郎[16]
- 音響効果：浦川みさき[16]
- 衣装：阿部公美[16]
- ヘアメイク：藤原玲子[16]
- グラフィックデザイナー：竹田美織[16]
- 助監督：青木克齊[16]
- 制作担当：斉藤大和[16]
- 制作主任：三橋祐也[16]
- VFXスーパーバイザー：古橋由衣[16]
- 音楽プロデューサー：阿部圭佑、茂木英興[16]
- 宣伝プロデューサー：山崎栞
- アシスタントプロデューサー：藤塚渉、仲村美祐[16]
- 制作プロダクション：ダブ[18]
- 制作協力：松竹撮影所
- 配給：松竹[3][18]
- 製作幹事：松竹、TBSテレビ[18]
- 製作：「か「」く「」し「」ご「」と「」製作委員会